# 諾斯伍茲 (密蘇里州)
諾斯伍茲（英語：Northwoods）是位於美國密蘇里州聖路易斯縣的城市。

## 人口
根據2020年美國人口普查的數據，諾斯伍茲的面積為1.81平方千米，皆為陸地。當地共有人口3687人，而人口密度為每平方千米2,037人。